# Epsilonoides hormiscoplorus
Epsilonoides hormiscoplorus är en rundmaskart. Epsilonoides hormiscoplorus ingår i släktet Epsilonoides och familjen Epsilonematidae. Inga underarter finns listade i Catalogue of Life.